# Natalia Wosztyl
Natalia Wosztyl (ur. 28 sierpnia 1999) – polska lekkoatletka specjalizująca się w biegu na 400 metrów przez płotki.

## Kariera
W swojej koronnej konkurencji była finalistką mistrzostw Europy juniorów młodszych (2016), mistrzostw Europy juniorów (2017), mistrzostw świata juniorów (2018) oraz mistrzostw Europy U23 (2019). Podczas tej ostatniej imprezy  została złotą medalistką w sztafecie 4 x 400 metrów. 
Medalistka mistrzostw Polski seniorów (brąz – Lublin 2018, Radom 2019). Zdobywała medale mistrzostw Polski juniorów oraz młodzieżowców.
Rekordy życiowe: 57,10 (21 lipca 2018, Lublin).

## Osiągnięcia
| Rok  | Impreza                               | Miejsce  | Konkurencja                     | Pozycja    | Wynik   |
| ---- | ------------------------------------- | -------- | ------------------------------- | ---------- | ------- |
| 2016 | Mistrzostwa Europy juniorów młodszych | Tbilisi  | bieg na 400 metrów przez płotki | 7. miejsce | 60,69   |
| 2017 | Mistrzostwa Europy U20                | Grosseto | bieg na 400 metrów przez płotki | 6. miejsce | 58,40   |
| 2017 | Mistrzostwa Europy U20                | Grosseto | sztafeta 4 x 400 metrów         | 4. miejsce | 3:34,48 |
| 2018 | Mistrzostwa świata U20                | Tampere  | bieg na 400 metrów przez płotki | 6. miejsce | 58,17   |
| 2019 | Mistrzostwa Europy U23                | Gävle    | bieg na 400 metrów przez płotki | 8. miejsce | 59,69   |
| 2019 | Mistrzostwa Europy U23                | Gävle    | sztafeta 4 x 400 metrów         | 1. miejsce | 3:32,56 |